# Kanton Saint-Priest
Saint-Priest is een voormalig kanton van het Franse departement Rhône. Het kanton maakte deel uit van het arrondissement Lyon en omvatte uitsluitend de gemeente Saint-Priest. Deze gemeente werd op 1 januari 2015 onderdeel van de toen opgerichte Métropole de Lyon, waarvan in maart van datzelfde jaar alle kantons opgeheven werden.